# ウシュナス
ウシュナス（Ushnas、グジャラート語: ઉશનસ્）という筆名でもっぱら知られた、ナトワリアル・パンディア（Natwarlal Pandya、નટવરલાલ પંડ્યા、1920年9月28日 - 2011年11月6日）は、インドのグジャラート語詩人。

## 生涯
1920年9月28日にヴァドーダラーに近いサヴリという村に生まれた。メーサナ、シドプール、サヴリ、ダバイーに学ぶ。ヴァドーダラー（別名バローダ）のバローダ・カレッジ（Baroda College：ボロダ・マハーラージャ・サヤージー・ラーオ大学の前身）に学び、サンスクリット語を専攻して1942年に学士号 (Bachelor of Arts) を得た後、1945年にはグジャラート語を専攻して修士号 (Masters in Gujarati) を得た。
その後、ロザリー高等学校や、ナブサリの
ガルダ・カレッジ (Garda College) で教鞭を執った。また、バルサードのJ・P・ショーフ・アーツ・カレッジ (J P Shroff Arts College) でも教えた。1979年には、グジャラート教員組合 (Gujarati Adhyapak Sangh/Gujarati Teachers Union) の代表も務めた。1991年から1993年にはグジャラート文学評議会の会長を務めた。
ウシュナスは、2011年11月6日に、グジャラート州バルサードに没した。

## 作品
ウシュナスの最初の詩集『Prasoon』は。1955年に出版された。その他の代表的詩集には、『Nepathye』（1956年）、『Aardra』（1959年）、『Manomudra』（1960年）、『Trun No Grah』（1964年）、『Spand ane Chhand』（1968年）、『'Kinkini』（1971年）、『Bharat Darshan』（1974年）、『Ashwattha』（1975年）、『Rupana Lay』（1976年）、『Vyakul Vaishnav』（1977年）、『Pruthvine Paschim Chahere』（1979年）、『Shishulok』（1984年）がある。『Valavi, Ba Avi』と『Sadmatano Khancho』は、物語と詩を集めたものである。また戯曲も手がけ、『Pantuji, Doshini Vahu』、『Trun No Grah』などを残した。

## 受賞
ウシュナスは、1959年にクマール・スヴァルナ・チャンドラク（クマール金メダル）、1963年にはナルマド・スヴァルナ・チャンドラク（ナルマド金メダル）を受賞し、またグジャラート・ガウラヴ賞 (Gujarat Gaurav Award) も受賞した。さらに、グジャラート語文学の分野の最高賞であるランジトラム・スヴァルナ・チャンドラクも1972年に受賞した。1976年には、詩集『Ashwattha』に対して、サヒチャ・アカデミー賞を受賞した。
グジャラート語の長篇詩ないし連作詩に対して与えられるウシュナス賞は、彼にちなんで命名された賞である。